# Solanum hypomalacum
Solanum hypomalacum là loài thực vật có hoa trong họ Cà. Loài này được (Bitter) C.V. Morton miêu tả khoa học đầu tiên năm 1944.